# Ibaté (ort)
Ibaté är en ort i Brasilien.   Den ligger i kommunen Ibaté och delstaten São Paulo, i den sydöstra delen av landet, 700 km söder om huvudstaden Brasília. Ibaté ligger 849 meter över havet och antalet invånare är 29 550.
Terrängen runt Ibaté är platt norrut, men söderut är den kuperad. Ibaté ligger uppe på en höjd. Runt Ibaté är det tätbefolkat, med 427 invånare per kvadratkilometer.. Närmaste större samhälle är São Carlos, 12,9 km sydost om Ibaté.
Omgivningarna runt Ibaté är en mosaik av jordbruksmark och naturlig växtlighet.